# Banco di carico
Un banco di carico è un particolare banco prova progettato per il rilevamento delle caratteristiche funzionali dei motori sotto forma di potenza e consumo. 
Il banco permette di rilevare tali valori ai diversi regimi di funzionamento: dal minimo fino a quello massimo consentito.
 
Il banco è dotato di una serie di resistenze che convertono la corrente elettrica immessa in calore tramite l'effetto Joule.

## Applicazioni
Il banco di carico viene utilizzato generalmente per due scopi:
- test di potenza di un qualsiasi motore che produca carico elettrico (es motori termici, turbine, gruppi elettrogeni etc.)
- dissipazione carico elettrico (applicazioni industriali, batterie etc.)

I banchi di carico sono utilizzati per molteplici applicazioni come:	
- creazione carico fittizio per un motore
- test lavoro prodotto da motore o gruppo elettrogeno
- test di fabbricazione motore
- test periodico corretto funzionamento di Inverter o Turbine
- scarico di batterie in corrente continua
- test funzionamento UPS[3]
- test di rivelazione sovraccarico di corrente
- test corretto funzionamento climatizzatore (es. Climatizzazione CED)
- dissipazione di energia attraverso effetto Joule
- manutenzione di svariati dispositivi elettrici

## Settori applicativi
I banchi di carico sono utilizzati in diversi settori:
- CED o sale informatiche: messa a punto sistema elettrico, test inverter test di climatizzazione e manutenzione[5]
- Ospedali e stabilimenti sanitari: manutenzione, prove di carico gruppi elettrogeni componenti la rete di sicurezza.[6]
- Prigioni: manutenzioni, installazione e controllo motori
- Centrali nucleari : set-up et test di carico gruppi elettrogeni di sicurezza reattori
- Centrali termiche, idrauliche: messa in servizio e manutenzioni motori & turbine
- Eolico & pannelli fotovoltaici: installazione e manutenzione, dissipazione
- Marittimo: messa a punto motori

## Tipologie di banchi di carico
- Resistivo quando il fattore di potenza del dispositivo è uguale a 1
- Capacitivo quando il fattore di potenza è inferiore a 1
- Induttivo quando il fattore di potenza del dispositivo è superiore a 1

All'interno di un centro elaborazione dati il banco di carico viene utilizzato per svolgere i principali test di messa in servizio, simulando il carico elettrico richiesto dai server che verranno installati subito dopo il dimensionamento elettrico del CED. Possono essere utilizzati due tipi di carichi:
- banco di carico 100 kW/200 kW/600 kW da installare al centro della sala
- banco di carico Rack 19" da 7 kW monofase o 11 kW trifase, da installare direttamente nello scomparto che andrà a occupare in seguito il server

I principali test effettuabili in un CED con un banco di carico sono:
- Test sulla rete elettrica primaria: prove di buon funzionamento insieme di apparecchiature elettriche: dal punto di accesso della corrente, fornito dal Gestore servizi energetici, fino alle singole unità server
- Test climatizzazione: I banchi di carico immettono nell'ambiente un calore proporzionale alla carica elettrica prevista. La dissipazione del calore all'interno degli scomparti server permette di verificare il buon funzionamento dell'impianto di climatizzazione e di confermare il corretto dimensionamento
- Test UPS: I banchi di carico sono il metodo più preciso per simulare correttamente il carico richiesto dai server. Nel passaggio di alimentazione dalla rete primaria a quella secondaria (UPS), i banchi permlettono di assicurare il dimensionamento dell'inverter e delle batterie (durata e condizioni batterie)
- Test gruppo elettrogeno: I banchi di carico consentono di simulare il fabbisogno energetico complessivo del CED in caso ci sia bisogno dell'alimentazione secondaria (di emergenza) da parte del Gruppo elettrogeno
- Test di funzionamento sala di controllo: attraverso banchi rack da 19" è inoltre possibile verificare l'affidabilità dei sensori della sala di controllo e del monitoraggio apparecchi